# Об авторитете (Энгельс)
«Об авторите́те» — статья Ф. Энгельса. Написана в октябре 1872 — марте 1873 года.
Статья посвящена полемике с антиавторитаристами. Энгельс на примерах организации фабричной промышленности, железнодорожного транспорта, судовождения, организации борьбы Парижской коммуны, показывает, что никакая социальная революция не может устранить принцип авторитета, и, следовательно, некоторой степени авторитарности руководства, как в вопросах организации революционной борьбы, так и в вопросах организации производства.
Статья активно цитировалась Лениным, Троцким, Бухариным и многими другими марксистами.